# Equetus
Equetus es un género de peces de la familia Sciaenidae.

## Especies
- Equetus acuminatus
- Equetus lanceolatus
- Equetus punctatus

- Datos: Q2110439
- Multimedia: Equetus / Q2110439
- Especies: Equetus